# Assedio di Rodi (1480)
L'assedio di Rodi è stata una battaglia tra i Cavalieri di Rodi e gli ottomani che nel 1480 tentarono di impossessarsi dell'isola.

## Antefatti
Nel 1470, l'isola di Piscopi (che si trova tra Rodi e l'isola di Coo) era stata evacuata a Rodi perché si pensava sarebbe stata attaccata dall'impero ottomano. Nel 1475, anche l'isola di Calchi (6 km a ovest di Rodi, la più piccola isola del Dodecaneso) era stata evacuata a Rodi per la stessa ragione.

## La battaglia
All'alba del 23 maggio 1480 una flotta ottomana composta da 160 vele, si presentò davanti a Rodi, sbarcando un esercito di circa 100 000 uomini comandato dal gran visir Gedik Ahmet Pascià. La guarnigione dei cavalieri di Malta presente sull'isola era comandata dal Gran Maestro Pierre d'Aubusson.
Nonostante il Gran Maestro avesse chiesto aiuto a tutte le nazioni europee ricevette solo rinforzi dalla Francia, da cui arrivarono infatti 500 cavalieri e 2 000 soldati agli ordini del fratello di Pierre, Antoine d'Aubusson e dall'Italia da cui arrivò Benedetto della Scala, un nobile che comandava un contingente di uomini pagati a sue spese.
L'isola restò sotto assedio per circa 4 mesi, fino ad agosto. Gli ottomani lanciarono complessivamente tre attacchi ma nessuno ebbe successo. Inizialmente si aspettavano una vittoria facile e infatti dal 24 maggio iniziarono a bombardare la città allo scopo di demoralizzare gli abitanti e i cavalieri, tuttavia la città era ben protetta e non bastò questo pesante bombardamento a farla arrendere. Il 27 maggio gli ottomani sferrarono il loro primo attacco convinti che questo avrebbe posto fine alla battaglia, ma i Cavalieri li respinsero e gli ottomani ripresero a bombardare la città per diverse settimane riuscendo a distruggere parte della cinta muraria. Sfruttando queste aperture il comandante ottomano manda le sue truppe migliori: circa 2 500 giannizzeri e alcune migliaia di soldati ad attraversare il muro e assediare la torre difesa dalle truppe italiane, che venne poi occupata. Nello stesso giorno però il Gran Maestro sferrò il contrattacco finale che costrinse il nemico a fuggire dall'isola.
Il 17 agosto 1480, quindi, la flotta ottomana batté in ritirata rinunciando alla cattura di Rodi. Nel frattempo, il secondo fronte aperto in luglio sulle coste sud-orientali del Regno di Napoli ebbe miglior sorte per gli assedianti Ottomani con la battaglia di Otranto, che venne conquistata l'11 agosto 1480.
Il sultano Maometto II era furioso e avrebbe voluto attaccare nuovamente l'isola di Rodi, ma a causa della sua morte nel 1481, l'impresa si arenò.

Maometto II riconobbe amaramente che eserciti così piccoli riuscirono a tener testa alle sue grandi armate, tanto che sulla sua lapide fece trascrivere la seguente epigrafe: "Volevo conquistare Rodi e l'Italia".
L'isola di Rodi verrà conquistata dall'impero ottomano in un secondo assedio nel 1522.